# Hagar Espanha Gomes
Hagar Espanha nasceu em 29 de setembro de 1930, em Santo André, interior do estado de São Paulo. Um ano marcado pelo fim da República Velha, pela Revolução de 1930 e pelo início de uma nova era política. 
Filha de um tipógrafo, poliglota e anarquista convicto, Hagar foi levada por seus pais para o Rio de Janeiro aos dois anos de idade, mais precisamente para a cidade de Niterói, onde vive até hoje. 
Em Niterói, além de completar seus primeiros anos de estudo, Hagar se dedicou ao aprendizado de música, estudando canto orfeônico com Heitor Villa-Lobos e aprendendo línguas. Em entrevista dada a Edson Serejo Neto (GOMES, 2020), Hagar nos conta sobre como a biblioteconomia surgiu na sua vida. Primeiramente, seu interesse pela língua, pela comunicação, pelas artes a levou ao curso de línguas anglo-germânicas na UFRJ, mas foi na biblioteconomia em que se encontrou. 
"Eu fazia Letras na UFRJ, então teve uma greve de dois meses e eu me desinteressei. O professor de latim lia biografias e tinha uma tradução que se chamava estágio, toda semana tinha uma tradução, naquele período da greve era Metamorfoses, de Ovídio, eram uns 15 ou 20 versos para traduzir. E apesar de ter estudado sete anos de latim, no Liceu, sabia muita gramática, mas tradução é difícil, você precisa conhecer bem a estrutura da frase. Um dia, na Biblioteca Pública, fui entregar um livro e uma colega de Liceu, um ano mais velha que eu, tinha entrado na Biblioteconomia e me perguntou: “por que você não faz Biblioteconomia?”. Eu atravessei a rua para o Liceu, que tinha minha ficha de ginásio, chorei, implorei, me deram, era o último dia, fiz a inscrição. (GOMES, 2020). "
Ela se forma em biblioteconomia pela Fundação Biblioteca Nacional, em 1955, e começa a estudar para um concurso da Biblioteca do Senado. Nesse período, frequentava diariamente a recém-criada biblioteca do IBBD para dedicar-se aos estudos. Assim, não demorou muito para que notassem a recém-formada e a convidassem para trabalhar no IBBD. Hagar conta que o convite podia ter sido feito por Lydia Sambaquy, que fora sua professora na graduação em biblioteconomia e dirigia o IBBD, mas não tinha certeza, pois nunca a perguntou sobre isso. 
De qualquer maneira, o convite foi aceito, fazendo com que Hagar começasse sua vida profissional trabalhando com bibliografia e não na biblioteca do IBBD. Esse fato explica muito sobre sua visão ser considerada diferente dos demais bibliotecários. A própria Hagar explica que “com a bibliografia você organiza a informação e não o documento”, e foi essa ideia de composição e organização de bibliografias que estava no cerne do IBBD. Segundo a Hagar, “documentação” naquele momento era só uma palavra e que ainda não se tinha uma noção da “documentação como campo”, pois na Europa o conceito se referia a uma área diferente da biblioteconomia, especializada no tratamento de outros tipos de documento, como, por exemplo, os de empresa, de fábricas etc. Já nos Estados Unidos, as duas áreas estavam conectadas, culminando posteriormente no conceito de information sciences. Assim, o Brasil seguiu o primeiro modelo, sem saber muito sobre a que realmente se referia o conceito. 
Historicamente é interessante relatar o momento político em que o IBBD surgiu no país. Gugliotta (2019), em sua tese intitulada Da Informação Técnico-administrativa à Informação Científico-tecnológica: a Influência do Regime de Informação Estadocêntrico na Formação do Instituto Brasileiro de Bibliografia e Documentação (IBBD), analisa a importância da informação para o Estado brasileiro a partir da Era Vargas (1930-1945) até o início da década de 1950, quando o IBBD foi criado. 
Nesse trabalho, o autor esclarece que, 
durante a Era Vargas (1930-1945), o projeto de modernização do Estado, sob um regime político autoritário, resultou em mudanças nas concepções e ações informacionais por parte do poder instituído que necessitava da informação administrativa para levar adiante seus projetos de governabilidade. (GUGLIOTTA, 2019, p. 13).
No momento, a informação se apresentava como um instrumento estratégico relevante para as ações de desenvolvimento nacional. 
No entanto, após a Segunda Guerra Mundial, a preocupação do Estado passa a ser “com o projeto de soberania nacional e o alinhamento com as nações ditas civilizadas em prol da expansão científica como fator de progresso econômico e social.” (GUGLIOTTA, 2019, p. 11). Culminando na necessidade de fortalecimento da pesquisa científica e tecnológica, o que se dava a partir do tratamento, organização e disponibilização de informação técnico-científica. É nesse contexto que o IBBD é criado, em 1954. Já em 1957 Hagar é contratada para compor a força de trabalho do instituto. 
O início da vida profissional: a atuação de Hagar no IBBD
Contratada para o trabalho no IBBD, Hagar Espanha Gomes se torna responsável pela produção de bibliografias, atuando na Divisão de Bibliografia dirigida por Edson Nery da Fonseca e, posteriormente, por Laura Maia de Figueiredo. 
Nessa época, Lydia Sambaquy se aproxima da Federação Internacional de Documentação (FID) e realiza, no Rio de Janeiro, a 26ª Conferência Geral da Federação Internacional de Documentação entre 22 e 31 de julho de 1960, tendo como principal recomendação a criação da Comissão Latino-Americana da Federação Internacional de Documentação (FID/ CLA), cabendo ao IBBD a secretaria geral da comissão para o período de julho de 1960 a dezembro de 1962 (RIBEIRO, 1963, p. 2). 
De acordo com o regulamento da comissão, os objetivos da FID/CLA (RIBEIRO, 1963, p. 2) eram: cooperar para a difusão entre os países da região, dos propósitos e atividades da FID, fomentar a criação e o desenvolvimento das atividades de documentação nos países da América Latina e coordenar os trabalhos de documentação nesses países. A fim de cumprir tais objetivos, foram planejadas as seguintes ações para o período de 1960/1962: estimular o maior número possível de bibliotecas e centros de documentação da América Latina a cooperar entre si, facilitando, assim, o intercâmbio de informações e de documentos; organizar, em cooperação com os centros nacionais de bibliografia existentes na América Latina – e, se possível, com o auxílio da Organização das Nações Unidas para a Educação, a Ciência e a Cultura (Unesco) e da Organização dos Estados Americanos (OEA) – um guia com as principais bibliotecas latino-americanas; compilar, com a cooperação dos centros nacionais de bibliografia latino-americanos, um catálogo coletivo dos periódicos técnicos e científicos existentes nas principais bibliotecas latino-americanas; contribuir, com bolsa de estudo e intercâmbio de professores, para o desenvolvimento das relações entre os centros de documentação e de informação latino-americanos; e promover reunião anual de representantes dos centros nacionais de bibliografia latino-americanos e interessados nos trabalhos da Comissão. 
Nessa época, o IBBD oferecia um curso de especialização em Pesquisa Bibliográfica a fim de atender a uma demanda do FID/CLA, o qual, entre suas recomendações ao Brasil, sugeria que o país recebesse bibliotecários latino-americanos para treinamento e aperfeiçoamento de carreira, no que foi denominado, em 1964, de curso de Documentação Científica (CDC). A seguir, Hagar é convidada por Celia Zaher para ajudá-la no CDC, ministrando algumas disciplinas e preparando material didático. 
Em 1970, o IBBD, sob a direção da Profa. Celia Zaher e por meio de um acordo assinado entre o Conselho Nacional de Pesquisa (CNPq) e a UFRJ, é o criado o curso de Mestrado em Ciência da Informação, trazendo diversos professores estrangeiros para compor o corpo docente. A vinda dos professores estrangeiros abriu portas para que muitos brasileiros, posteriormente, fossem fazer seu doutorado fora do país.
A vida acadêmica
Como já contado anteriormente, a graduação em Biblioteconomia de Hagar veio após o desânimo com o curso de Letras da UFRJ. Assim, em 1955 Hagar termina sua graduação pela Fundação Biblioteca Nacional. Já o mestrado veio com a criação do Mestrado em Ciência da Informação pelo IBBD em 1972. Embora muitos colegas tivessem feito doutorado no exterior, Hagar opta pela livre-docência em bibliografia na Universidade Federal Fluminense (UFF). 
Embora sua formação tenha sido no campo da bibliografia, Hagar Espanha Gomes é conhecida por seus ensinamentos na linha de organização do conhecimento, atuando principalmente nos seguintes temas: indexação, linguagem documentária, tesauro, terminologia e taxonomia, áreas em que atua até hoje como consultora. Isto mostra que seu interesse nas língua(gen)s permaneceu, mesmo após a troca do curso de letras pelo de biblioteconomia, ainda que com um ponto de vista diferente dos linguistas em relação aos estudos terminológicos.
Hagar então inaugura, no Brasil, uma linha de estudo na área de organização do conhecimento, embora (ou por causa de) seus estudos na área de linguística privilegiassem o conceito por inteiro em detrimento da palavra. Essa abordagem de estudo – conforme mencionado por Campos e Guimarães (2015), em um capítulo que trata especificamente do percurso acadêmico da profa. Hagar Espanha Gomes – é denominada “abordagem onomasiológica”, e é definida pelas autoras como: forma de apreender a dimensão conceitual considerando que “a linguagem é um instrumento de construção de uma dada realidade e que é na língua em uso e referendada por um grupo de especialidade que se instaura, sustenta e altera os processos sociais.” (CAMPOS; GUIMARÃES, 2015, p. 177). Assim, para as autoras, a profa. Hagar propõe “uma forma metodológica que vai ao encontro do conceito, para permitir uma base segura a fim de nomear o assunto do documento.” (CAMPOS; GUIMARÃES, 2015, p. 178).
A escolha metodológica de Hagar tem relação com sua prática profissional. Hagar acompanhou o processo de automação das atividades de tratamento de informação no IBBD e isso a levou a ter uma preocupação especial com os aspectos representacionais do tratamento informacional e sua recuperação precisa posteriormente.
Academicamente também é importante destacar o papel da professora Hagar Espanha Gomes na introdução dos estudos da Teoria da Classificação e seu principal teórico, Shiyali Ramamrita Ranganathan, considerado o pai da biblioteconomia moderna. Os estudos sobre classificação possibilitaram a Hagar e seus seguidores uma forma especial de analisar o campo da organização da informação e do conhecimento (CAMPOS; GUIMARÃES, 2015).
Embora Hagar tenha escolhido a área de organização e representação do conhecimento como linha de pesquisa para toda a vida, sua marca também ficou registrada em outras disciplinas do campo da ciência da informação, como é o caso da disciplina de Comunicação Científica, introduzida por ela no programa de mestrado do Ibict na década de 1970. Gomes (1996, p. 2) atribui à comunicação científica a consciência sobre certas ações em relação à revista e a relevância da publicação de artigos no fazer científico, ressaltando, ainda, “[...] o contato com a sociologia da ciência, que trata de questões muito importantes para o profissional que trabalha com informação científica.”
ACADÊMICO
Mestrado em Mestrado Em Ciência da Informação
1970 - 1972
Instituto Brasileiro de Bibliografia e Documentação
Título: Utilização do sistema SDI do Technical Information Service do National Research Council do Canada: algumas implicações, Ano de Obtenção: 1973
Orientador: verificar
Palavras-chave: Tecnologia da Informação; Recuperação da Informação. Grande área: Ciências Sociais Aplicadas Setores de atividade: Informação e Gestão C&T.

Graduação em Curso de Biblioteconomia
1954 - 1955
Fundação Biblioteca Nacional

Especialização em Pesquisas Bibliográficas Em Tecnologia
1961 - 1961
Instituto Brasileiro de Bibliografia e Documentação

HISTÓRICO PROFISSIONAL
Experiência profissional:
1997 - 1999
Universidade Santa Úrsula
Vínculo: Celetista, Enquadramento Funcional: Professor assistente, Carga horária: 40, Regime: Dedicação exclusiva.
Atividades
- 03/1997 - 07/1999 Ensino, Biblioteconomia, Nível: Graduação, Disciplinas ministradas, Organização do Trabalho Técnico e Científico, Organização do Conhecimento, Biblioteconomia-documentação-e-informação
- 01/1997 Direção e administração, Instituto de Tecnologia da Informação e da Comunicação, .,Cargo ou função, Coordenador de Curso.

1993 - 1999
Associação Brasileira de Normas Técnicas - Sede
Vínculo: Colaborador, Enquadramento Funcional: , Carga horária: 20
Atividades
- 01/1993 Direção e administração, Associação Brasileira de Normas Técnicas - Sede, .,Cargo ou função, Presidente de Comissão Temporária.
- 01/1993 Conselhos, Comissões e Consultoria, Associação Brasileira de Normas Técnicas - Sede, .,Cargo ou função, Comissão de Estudo Especial Temporária de Terminologia.

1994 - 1996
Instituto Brasileiro de Informação em Ciência e Tecnologia
Vínculo: Colaborador, Enquadramento Funcional: consultor, Carga horária: 20
1976 - 1982
Instituto Brasileiro de Informação em Ciência e Tecnologia
Vínculo: Celetista, Enquadramento Funcional: Professor, Carga horária: 0
Atividades
- 01/1994 Direção e administração, Departamento de Ensino e Pesquisa, .,Cargo ou função, Coordenador de projeto (Nomenclatura de Produtos e Serviços Tecnológicos).

1977 - 1989
Conselho Nacional de Pesquisa e Desenvolvimento Tecnológico
Vínculo: Celetista, Enquadramento Funcional: Outro, Carga horária: 40, Regime: Dedicação exclusiva.
Atividades
- 01/1988 Conselhos, Comissões e Consultoria, Conselho Nacional de Pesquisa e Desenvolvimento Tecnológico, .,Cargo ou função, Elaboração de esquema de classificação para o acervo da documentação da agência.
- 01/1977 Direção e administração, Plano Básico de Desenvolvimento Científico e Tecnológico, Sistema de Acompanhamento de Projetos.,Cargo ou função, Bibliotecária responsável pela elaboração de resumos e tratamento de dados.

1976 - 1982
Instituto Brasileiro de Informação em Ciência e Tecnologia
Vínculo: Celetista, Enquadramento Funcional: Professor, Carga horária: 0
Conselhos, Comissões e Consultoria, Instituto Brasileiro de Informação em Ciência e Tecnologia, .,Cargo ou função, consultor.

1975 - 1977
Universidade Federal Fluminense
Vínculo: Celetista, Enquadramento Funcional: Professor Adjunto, Carga horária: 40, Regime: Dedicação exclusiva.

1964 - 1975
Universidade Federal Fluminense
Vínculo: Celetista, Enquadramento Funcional: Professor assistente, Carga horária: 40
Atividades
- 01/1968 Ensino, Biblioteconomia e Documentação, Nível: Graduação. Disciplinas ministradas, Bibliografia e Referência
- 01/1973 Direção e administração, Centro de Estudos Gerais, Departamento de Documentação. Cargo ou função, Membro do Colegiado.
- 01/1972 Conselhos, Comissões e Consultoria, Centro de Estudos Gerais, Departamento de Documentação. Cargo ou função, Estudo de compatibilidade de matérias e acumulação de cargos.
- 01/1968 Direção e administração, Centro de Estudos Gerais, Departamento de Documentação. Cargo ou função, Membro do Conselho Universitário.
- 01/1968 Direção e administração, Centro de Estudos Gerais, Departamento de Documentação. Cargo ou função, Diretor do Instituto de Artes e Comunicação Social.
- 01/1964 Direção e administração, Centro de Estudos Gerais, Departamento de Documentação. Cargo ou função, Diretor do curso de Biblioteconomia e Documentação.
- 01/1969 Conselhos, Comissões e Consultoria, Centro de Estudos Gerais, Departamento de Documentação. Cargo ou função, Avaliação do acervo de livros, revistas, fotografias, cartazes sobre cinema (colação particular).
- 01/1969 Conselhos, Comissões e Consultoria, Centro de Estudos Gerais, Departamento de Documentação. Cargo ou função, Membro da Comissão de estruturação do Instituto de Artes e Comunicação Social.
- 01/1968 Conselhos, Comissões e Consultoria, Centro de Estudos Gerais, Departamento de Documentação. Cargo ou função, Membro de comissão encarregada de definir a estrutura administrativa da UFF.
- 01/1968 Conselhos, Comissões e Consultoria, Centro de Estudos Gerais, Departamento de Documentação. Cargo ou função, Avaliação do acervo da Livraria Universitária (particular) para fins de incorporação à UFF.
- 01/1966 Conselhos, Comissões e Consultoria, Centro de Estudos Gerais, Departamento de Documentação. Cargo ou função, Membro da comissão encarregada de estudar a centralização e a integração do ensino na UFF, na área de Ciências Sociais.

1956 - 1975
Instituto Brasileiro de Bibliografia e Documentação
Vínculo: Celetista, Enquadramento Funcional: Bibliotecário, Carga horária: 40, Regime: Dedicação exclusiva.
Atividades
- 12/1972 - 05/1975 Direção e administração, Instituto Brasileiro de Bibliografia e Documentação, .,Cargo ou função, Presidente.
- 12/1972 - 05/1975 Conselhos, Comissões e Consultoria, Instituto Brasileiro de Bibliografia e Documentação, .,Cargo ou função, Presidente do Conselho Diretor.
- 03/1972 - 11/1972 Direção e administração, Instituto Brasileiro de Bibliografia e Documentação, .,Cargo ou função, Vice-presidente.
- 01/1967 Ensino, Documentação Científica, Nível: Especialização. Disciplinas ministradas, Técnica da Pesquisa Documentária
- 01/1965 Direção e administração, Biblioteca, Serviço de Informações Técnico Científicas. Cargo ou função, Diretora-substituta.
- 01/1966 Direção e administração, Biblioteca, .,Cargo ou função, Diretora substituta.
- 01/1965 Direção e administração, Biblioteca, Seção de Assistência Técnica. Cargo ou função, Chefe.
- 01/1962 Ensino, Documentação Científica, Nível: Especialização. Disciplinas ministradas, Técnica da Pesquisa bibliográfica
- 01/1961 Direção e administração, Biblioteca, Seção de Pesquisas Bibliográficas e Traduções. Cargo ou função, Chefe.
- 01/1959 Direção e administração, Biblioteca, Seção de Pesquisas Bibliográficas e Traduções. Cargo ou função, Chefe-substituta.
- 01/1956 Serviços técnicos especializados , Biblioteca, .,Serviço realizado, Bibliotecária.

ÁREAS DE ATUAÇÃO
Grande área: Ciências Sociais Aplicadas / Área: Ciência da Informação / Subárea: Biblioteconomia/Especialidade: Organização do Conhecimento.
Grande área: Lingüística, Letras e Artes / Área: Lingüística / Subárea: Lingüística Aplicada/Especialidade: Teoria da Terminologia.
Grande área: Ciências Sociais Aplicadas / Área: Ciência da Informação / Subárea: Teoria da Informação/Especialidade: Representação da Informação.
Grande área: Ciências Sociais Aplicadas / Área: Ciência da Informação / Subárea: Teoria da Informação/Especialidade: Teoria Geral da Informação.
Grande área: Ciências Sociais Aplicadas / Área: Ciência da Informação / Subárea: Biblioteconomia.

ORGANIZAÇÃO DE EVENTOS
GOMES, H. E. . VI Ciclos de estudos em Ciência da Informação. 1998. (Outro).
GOMES, H. E. . Concurso Público para Bibliotecário da Fundação Oswaldo Cruz. 1996. (Concurso).
GOMES, H. E. . 3. Seminário sobre Indexação, Classificação e Linguagens Documentárias. 1993. (Outro).
GOMES, H. E. . 2. Seminário de Indexação, Classificação e Linguagens Documentárias. 1988. (Outro).
GOMES, H. E. . Concurso Público para Bibliotecário da Fundação Getúlio Vargas. 1974. (Concurso).
PARTICIPAÇÃO DE EVENTOS
III Seminário do Grupo de Pesquisa MHTX.A organização do conhecimento e seu papel face à demanda das empresas.. 2018. (Seminário).
ISKO 15 th International Conference. The onomasiological approach and the function of definition in the elaboration of domain models in ontologies.. 2018. (Congresso).
VII Encontro Iberico EDICIC.O papel da definição como subsídio à elaboração de ontologias de domínio: a perspectiva onomasiológica.. 2015. (Encontro).
VII Encontro Iberico EDICIC.O papel da definição como subsídio à elaboração de ontologias de domínio: a perspectiva onomasiológica. 2015. (Encontro).
PARTICIPAÇÃO EM BANCAS
GOMES, H. E.. Porcesso de Seleção para o curso de Pós-graduação - Especialização em Organização do Conhecimento para Recuperação da Informação. 1997. Universidade Federal do Estado do Rio de Janeiro.
ORIENTOU
Heloisa Costa
Conhecimento científico e sua representação: um olhar epistemológico para as classificações no domínio da Química; ; Início: 2019; Tese (Doutorado em Ciência da Informação) - Universidade Federal Fluminense; (Coorientador);
Paula Xavier dos Santos
Engenharia da Informação para sistemas hipertexto; 1996; 0 f; Dissertação (Mestrado em Mestrado Em Ciência da Informação) - Instituto Brasileiro de Informação em Ciência e Tecnologia,; Orientador: Hagar Espanha Gomes;
Maria Luiza de Almeida Campos
Princípios e métodos comuns entre Teoria da Classificação, a Teoria da Terminologia e a Teoria do Tesauro; 1994; 0 f; Dissertação (Mestrado em Mestrado Em Ciência da Informação) - Instituto Brasileiro de Informação em Ciência e Tecnologia,; Orientador: Hagar Espanha Gomes;
Lecy Maria Caldas Torres
Ambigüidade e Inconsistências nos cabeçalhos de assunto do Bibliodata; 1993; 0 f; Dissertação (Mestrado em Mestrado Em Ciência da Informação) - Instituto Brasileiro de Informação em Ciência e Tecnologia,; Orientador: Hagar Espanha Gomes;
Marlene de Oliveira
Estudo da comunicação formal entre Antropólogos brasileiros; 1989; 0 f; Dissertação (Mestrado em Mestrado Em Ciência da Informação) - Instituto Brasileiro de Informação em Ciência e Tecnologia,; Orientador: Hagar Espanha Gomes;
Dilza Fonseca da Motta
Método relacional como nova abordagem para a construção de tesauros; 1987; 0 f; Dissertação (Mestrado em Mestrado Em Ciência da Informação) - Instituto Brasileiro de Informação em Ciência e Tecnologia,; Orientador: Hagar Espanha Gomes;
Gilda Helena Rocha Batista
Adaptação e compatibilização de tesauros: metodologia; ; 1986; 0 f; Dissertação (Mestrado em Mestrado Em Ciência da Informação) - Instituto Brasileiro de Informação em Ciência e Tecnologia,; Orientador: Hagar Espanha Gomes;
Alba Costa Maciel
A informação científica: sua disseminação, interação informal e seus efeitos nos participantes de uma reunião anual de Cientistas Sociais brasileiros; 1982; 0 f; Dissertação (Mestrado em Mestrado Em Ciência da Informação) - Instituto Brasileiro de Informação em Ciência e Tecnologia,; Orientador: Hagar Espanha Gomes;

PRODUÇÕES BIBLIOGRÁFICAS
- CAMPOS, MARIA LUIZA DE ALMEIDA ; GOMES, HAGAR ESPANHA . Ontology: Several Theories on the Representation of Knowledge Domains. KNOWLEDGE ORGANIZATION , v. 44, p. 178-186, 2017.
- GOMES, HAGAR ESPANHA . Marcos históricos e teóricos da organização do conhecimento. Informação & Informação (Online) , v. 22, p. 33, 2017.
- CAMPOS, M. L. A. ; GOMES, H. E. . Princípios para modelagem de domínio: a posição de Barry Smith e de Ingetraut Dahlberg. CIÊNCIA DA INFORMAÇÃO (ONLINE) , v. 43, p. 81-94, 2014.
- CAMPOS, M. L. A. ; GOMES, H. E. ; OLIVEIRA, L. L. . A Organização do conhecimento e os princípios de categorização. DATAGRAMAZERO (RIO DE JANEIRO) , v. 14, p. 1-15, 2013.
- CAMPOS, M. L. A. ; GOMES, H. E. . As categorias de Ranganathan na organização de conteúdo de um portal científico. DATAGRAMAZERO (RIO DE JANEIRO) , v. 14, p. 1-14, 2013.
- CAMPOS, M. L. A. ; CAMPOS, M. L. M. ; DAVILA, A. M. R. ; GOMES, H. E. ; CAMPOS, L. M. ; OLIVEIRA, L. L. . Information Sciences Methodological Aspects Applied to Ontology Reuse Tools: A Study Based on Genomic Annotations in the Domain of Trypanosomatides. KNOWLEDGE ORGANIZATION , v. 40, p. 50-61, 2013.
- GOMES, H. E. ; CAMPOS, M. L. A. ; GUIMARÃES, L. dos S. . Organização da informação e Terminologia: a abordagem onomasiológica. DATAGRAMAZERO (RIO DE JANEIRO) , v. 11, p. 5, 2010.
- CAMPOS, M. L. A. ; CAMPOS, M. L. M. ; GOMES, H. E. ; CAMPOS, L. M. ; OLIVEIRA, L. L. . Aspectos metodológicos no reuso de ontologias: um estudo a partir das anotações genômicas no domínio dos tripanosomatídeos. RECIIS. Revista Eletrônica de Comunicação, Informação & Inovação em Saúde (Edição em Português. Online) , v. 3, p. 64-75, 2009.
- GOMES, HAGAR ESPANHA . Tendências da Pesquisa Brasileira em Ciência da Informação. TENDÊNCIAS DA PESQUISA BRASILEIRA EM CIÊNCIA DA INFORMAÇÃO , v. 2, p. 60-88, 2009.
- CAMPOS, M. L. A. ; GOMES, H. E. . Taxonomia e Classificação: o princípio de categorização. Datagramazero (Rio de Janeiro) , v. 9, p. 5, 2008.
- SALES, L. F. ; CAMPOS, M. L. A. ; GOMES, H. E. . Ontologias de domínio: um estudo das relações conceituais. PERSPECT CIENC INF , v. 13, p. 62-76, 2008.
- CAMPOS, M. L. A. ; GOMES, H. E. . Metodologia de elaboração de tesauro conceitual: a categorização como princípio norteador. PERSPECT CIENC INF , v. 11, p. 348-359, 2006.
- CAMPOS, M. L. A. ; GOMES, H. E. . Princípios de organização e representação do conhecimento na construção de hiperdocumentos. Datagramazero (Rio de Janeiro) , v. 6, p. 5, 2005.
- GOMES, H. E. ; CAMPOS, M. L. A. . Tesauro e normalização terminológica: o termo como base para intercâmbio de informação. Datagramazero (Rio de Janeiro) , v. 5, p. 5, 2004.
- CAMPOS, M. L. A. ; GOMES, H. E. . A Organização de Domínios de Conhecimento e os Princípios Ranganathianos.. Perspectivas em Ciência da Informação, Belo Horizonte, v. 8, n.jul/dez, 2003.
- GOMES, H. E. ; CAMPOS, M. L. A. . Systematic aspects of terminology. Meta (Montréal) , Montreal, v. 41, n.2, p. 247-254, 1996.
- GOMES, H. E. . Estudo científico da terminologia: tendências.. Revista do Centro Interdepartamental d Tradução e Terminologia da Usp, São Paulo, v. 1, n.1, p. 97-106, 1994.
- GOMES, H. E. . O indexador face às novas tecnologias da informação. Transinformação , São Paulo, v. 1, n.2, p. 161-171, 1989.
- GOMES, H. E. . A questão das subdivisões nos cabeçalhos de assunto. Boletim da Abdf, v. 8, n.2, p. 115-126, 1985.
- GOMES, H. E. . Cabeçalhos de assunto unificados da Biblioteca Nacional. Revista Brasileira de Biblioteconomia e Documentação, v. 16, n.3/4, p. 90-101, 1983.
- GOMES, H. E. . Cabeçalhos de assunto da Biblioteca Nacional: sua revisão e problemas de organização. Revista Latino Americana de Documentación, v. 3, n.2, p. 28-31, 1983.
- GOMES, H. E. . Informação ontem. Revista de Biblioteconomia de Brasília, Brasília, v. 10, n.1, p. 33-42, 1982.
- GOMES, H. E. . Informação científica. Palavra Chave, v. 1, p. 19-20, 1982.
- GOMES, H. E. . Como vai o sistema de comunicação na Ciência da Informação. Ciência da Informação , Brasília, v. 10, n.1, p. 70-74, 1981.
- PEREIRA, M. N. F. ; GOMES, H. E. ; PINHEIRO, L. V. R. ; OLIVEIRA, R. M. S. . A aplicação da técnica do incidente crítico em estudos de usuários da informação técnico científica: uma abordagem comparativa. Revista da Escola de Biblioteconomia da Ufmg, Minas Gerais, v. 8, n.1, p. 25-47, 1979.
- MONTEMÓR, J. ; GOMES, H. E. . ISBD application to Latin American National Bibliographies. Unesco Bulletin For Libraries, v. 31, n.4, p. 233-239, 1977.
- GOMES, H. E. . Ensino de Bibliografia. Revista da Escola de Biblioteconomia da Ufmg, Minas Gerais, v. 5, n.1, p. 93-104, 1976.
- GOMES, H. E. . A participação da Biblioteca Universitária no Sistema Nacional de Informação Ciêntífica e Tecnológica e em outros sisemtas de informação. Revista da Escola de Biblioteconomia da Ufmg, Minas Gerais, v. 4, n.1, p. 63-79, 1975.
- CHASTINET, Y. S. ; GOMES, H. E. . IBBD and its participation in AGRIS and CARIS projects. Quarterly Bulletin Of The Iaald, v. 19, n.3/4, p. 201-208, 1974.

Outras produções
GOMES, H. E. . Projeto Terminologia para os Museus da Secretaria de Cultura do Estado do Rio de Janeiro. 2014.
CAMPOS, M. L. A. ; GOMES, H. E. ; ABREU, V. R. C. . SENAC - Capacitação em Indexação e Controle de Vocabulário. 2001.
GOMES, H. E. . Criação do vocabulário de indexação das páginas das Bibliotecas Virtuais. 2000.
GOMES, H. E. . Avaliaçãoda Biblioteca vitual de Referência para Ciência e Tecnologia. 2000.
GOMES, H. E. . Curso de Acesso à Informação científica e Tecnica via Internet. 2000.
GOMES, H. E. . Manual de Organização e Sistematização de Vocabulário Especializado. 2000.
GOMES, H. E. ; CAMPOS, M. L. A. ; ABREU, V. R. C. . Atualização em Indexação e Controle de Vocabulário, Curso à distância. 1998.
GOMES, H. E. . Tradução adaptação e informatização do Thesauros of Sports. 1996.
GOMES, H. E. ; CAMPOS, A. T. ; CAVALCANTI, C. R. ; BARANOW, U. ; MARINHO, M. T. . Comissão de Estudos para elaboração de diretrizes para Tesauros monolingües. 1994.
GOMES, H. E. . Sistema de Informação da Amazônia para a área de Indexação e Tesauro.. 1993.
GOMES, H. E. . Tesauro do Centro de Filosofia e Ciências Humanas. 1993.
GOMES, H. E. . Tesauro Multilingüe de Agricultura Ecológica. 1993.
GOMES, H. E. . Base dados de Normas Técnicas e Banco de Termos. 1991.
GOMES, H. E. . Esquema de classificação na área de Política de Ciência e Tecnologia. 1990.
GOMES, H. E. . Manual de Indexação do CENPES - PETROBRAS. 1990.
GOMES, H. E. . Tradução do Tesauro de Petróleo da Tulsa University. 1989.
GOMES, H. E. . Projetos de Tesauros para Bibliotecas Univesitárias do Programa Nacional de Bibliotecas Universitárias. 1989.
GOMES, H. E. . Tesauro de Arquivologia. 1989.
GOMES, H. E. . Sistematização de cabeçalhos de assunto da Biblioteca Nacional. 1982.
GOMES, H. E. . Projeto PNUD-BRA 76/022. 1976.
GOMES, H. E. . Sobre a Classification de la Recherche universitaire?. In: Pereira, M.N. F., Chaves, H. S.; Araújo, R. F. (eds.) Dos padrões internacionais de estruturação da informação de pesquisa aos indicadores.. 2020.
GOMES, H. E. . Sobre o estudo de comparação entre a Tabela do CNPq e a Tabela CASRAI. In: : Pereira, M.N. F., Chaves, H. S.; Araújo, R. F. (eds.) Dos padrões internacionais de estruturação da informação de pesquisa aos indicadores. 2020.
GOMES, H. E. ; CAMPOS, M. L. A. ; SOUZA, J. C. C. E. ; ALMEIDA, T. . Manual de Tesauro Globosat. 2019.
CAMPOS, M. L. A. ; GOMES, H. E. ; SOUZA, J. C. C. E. . Manual de Indexação do Acervo Audiovisual Globosat. 2016.
GOMES, H. E. ; CAMPOS, M. L. A. . Manual de Elaboração de Tesauros Monolíngues. 1990.
GOMES, H. E. ; CAMPOS, M. L. A. ; ABREU, V. R. C. ; MOREIRA, M. J. B. . Elaboração de Metodologias para Tesauros Monolíngues. 1988.
GOMES, H. E. ; CAMPOS, M. L. A. ; ABREU, V. R. C. . Cordenação Técnica do Seminário de Avaliação (Projeto de Atualização em Indexação e Controle de Vocabulário à Distância) - SESC. 1999.
CAMPOS, M. L. A. ; GOMES, H. E. . Comissão de Diagnóstico e Programa de Trabalho para Melhoria da Qualidade dos Processos Técnicos da Biblioteca Nacional. 1996.
GOMES, H. E. ; CAMPOS, M. L. A. ; RODAS, S. . Estudo das bases teóricas da Terminologia e da Classificação como apoio para a construção de hipertexto para atuar como tesauro. 1994.
GOMES, H. E. ; CAMPOS, M. L. A. . Participante da coordenação da equipe que desenvolveu Tesauro de Linguistíca. 1991.
CAMPOS, M. L. A. ; GOMES, H. E. . Tesauro de Fonética e Fonologia. 1988.
GOMES, H. E. . Biblioteconomia, Informação & Tecnologia da Informação. 2014; Tema: Biblioteconomia, Informação & Tecnologia da Informação. (Site).
GOMES, H. E. . Disciplina Indexação e Linguagens Documentárias. 2000. (Curso de curta duração ministrado/Especialização).
GOMES, H. E. . Controle de Vocabulário na atividade de Treinamento em Indexação. 1999. .
GOMES, H. E. . Disciplina Comunicação Científica. 1999. (Curso de curta duração ministrado/Especialização).
GOMES, H. E. . Vocabulário Controlado - Tesauro. 1998. .
GOMES, H. E. . Indexação e Uso de Tesauros. 1997. .
GOMES, H. E. . Especialização em Geração de Bases de Dados e Acesso a Bancos de Dados - Disciplina Indexação. 1995. (Curso de curta duração ministrado/Especialização).
GOMES, H. E. . Terminologia e Tesauro. 1995. .
GOMES, H. E. . Indexação e Tesauro. 1986. .
GOMES, H. E. . Classifcação Facetada. 1985. .
GOMES, H. E. . Curso de Indexação e Tesauro. 1985. .

### PROJETOS DE PESQUISA
- 2005 - 2008  Integração de Ontologias: o domínio da bioinformática e a problemática da compatibilização terminológica, Descrição: As pesquisas em Bioinformática no Brasil vêm desenvolvendo estudos para prover um ambiente que possa oferecer informação semântica sobre recursos científicos e possibilitar o uso destes recursos de forma conjunta pela comunidade científica interessada, através de consórcios entre instituições de pesquisa. Um dos aspectos que envolvem a descrição e recuperação destes recursos e serviços está relacionado ao desenvolvimento de uma linguagem padronizada para facilitar o entendimento dos vocabulários, muitas vezes interdisciplinares. Este projeto de pesquisa propõe investigar mecanismos de uso, desenvolvimento e integração de Ontologias a partir das bases teóricas da Ciência da Informação e da Terminologia, que permitam a descrição e recuperação dos recursos e serviços de Bioinformática, especificamente no domínio de Genoma e Transcriptoma, visando apoiar as pesquisas nesta área no Brasil. Uma ontologia é um conjunto de conceitos padronizados, termos e definições aceitas por uma comunidade particular. Dentro do domínio de desenvolvimento de Ontologias, as abordagens para a sua construção, na maioria das vezes, são específicas e limitadas. A literatura, no âmbito da Ciência da Computação, tem privilegiado ora as ontologias como vocabulários de domínios específicos, sem um suporte teórico, ora um conjunto de regras e aportes teóricos, sem elementos que orientem a elaboração de vocabulários axiomatizados. Além disto, verifica-se a existência de dois grandes problemas nas metodologias para projeto de ontologia: a falta de explicação sistemática de como e onde serão usadas as abordagens teóricas dentro de seu processo de elaboração; a não existência dos estágios de integração e manutenção de ontologia no método na maioria das metodologias. Acredita-se que o aporte teórico e metodológico existente no âmbito da Ciência da Informação se beneficiando de estudos no escopo da Teoria da Terminologia, Teoria do Conceito, Teoria da Classificação e Compatibilização de Linguagens. , Situação: Concluído; Natureza: Pesquisa. , Alunos envolvidos: Graduação: (2) / Mestrado acadêmico: (4) / Doutorado: (2) . , Integrantes: Hagar Espanha Gomes - Integrante / Maria Luiza de Almeida Campos - Coordenador / Linair Maria Campos - Integrante / Luana de Faria Sales - Integrante / Maria Luiza Machado Campos - Integrante / Dilza R Bastos - Integrante / Jóice Cleide Cardoso Ennes de Souza - Integrante / Hildenise Ferreira Novo - Integrante / Laura Lima Oliveira - Integrante / Tatiana de Almeida - Integrante / Luana de Almeida Agualuza - Integrante / Regina Céli Kochi - Integrante.
- 2004 - 2008  ASCOT - Ambiente de Suporte à Criação de Ontologias e Tesauros, Projeto certificado pelo(a) coordenador(a) Maria Luiza Machado Campos em 06/08/2017., Descrição: O projeto tem por objetivo desenvolver um sistema de suporte à construção e utilização de ontologias e tesauros que possam refletir o conhecimento de uma área de negócio e manter o vocabulário associado. Este ambiente deve permitir também a geração de componentes para serem utilizados em outros sistemas e arquiteturas de informação. A ferramenta será projetada para ser utilizada por conhecedores de uma área de negócio e ajudá-los a capturar e manter termos e conceitos a ela associados. Deve também permitir a visualização e navegação pelos termos e conceitos inter-relacionados. Para que possa se adequar à evolução das tecnologias na área de Web semântica, seu meta modelo deve ser extensível, para permitir que novos elementos associados à teoria de ontologias e tesauros possam ser agregados. Este projeto pretende ainda aprofundar a análise das metodologias envolvidas na geração de ontologias e tesuros, com o objetivo de sistematizar requisitos e regras fundamentais para sua construção. , Situação: Concluído; Natureza: Pesquisa. , Alunos envolvidos: Graduação: (2) / Mestrado acadêmico: (1) / Doutorado: (1) . , Integrantes: Hagar Espanha Gomes - Integrante / Maria Luiza de Almeida Campos - Integrante / Maria Luiza Machado Campos - Coordenador / Pablo Nascimento Mendes - Integrante.
- 1991 - 1992  Estudo Comparativo dos princípios teóricos: da classificação analítico sintética da terminologia enquanto área de conhecimento e da elaboração de Tesauro-com-base-em-conceito, Descrição: Identificação de um núcleo básico de conhecimento, no que diz respeito à representação temática através dos princípios teóricos: da classificação analítico-sintética, da terminologia como área de conhecimento e da elaboração de tesauro-com-base-em-conceito, a partir da análise de conteúdo dos textos de autores seminais.. , Situação: Concluído; Natureza: Pesquisa. , Integrantes: Hagar Espanha Gomes - Integrante / Maria Luiza de Almeida Campos - Coordenador.

REFERÊNCIAS BIBLIOGRÁFICAS:
Hagar Espanha Gomes. Disponível em: https://www.escavador.com/sobre/932728/hagar-espanha-gomes Acesso em: 12 out. 2024

Hagar Espanha Gomes: do IBBD ao IBICT In: IBICT 70 anos: um resgate histórico daqueles que fizeram o Instituto.  Brasília: Ibict, 2023. Disponível em: chrome-extension://efaidnbmnnnibpcajpcglclefindmkaj/https://www.gov.br/ibict/pt-br/acesso-a-informacao/institucional/CUNHAorg_Ibict70anosumregatehistricodaquelesquefizeramoinstituto_2023.pdf Acesso em: 12 out. 2024

PINHEIRO, Lena Vania Ribeiro. Hagar Espanha Gomes: múltiplos e inovadores movimentos acadêmicos e pedagógicos. Ciência da Informação em Revista, 2020. v. 7, n. 2. Disponível em:https://www.seer.ufal.br/index.php/cir/article/view/11024/7713 Acesso em: 12 out. 2024